# Pablo de Rokha
Pour les articles homonymes, voir Carlos Diaz et Diaz.
Pablo de Rokha, de son vrai nom Carlos Díaz Loyola, né à Licantén le 17 octobre 1895 et mort à Santiago le 10 septembre 1968 , est un poète chilien.
Il a obtenu le Prix national de Littérature en 1965 et est considéré comme l'un des quatre grands de la poésie chilienne (avec Pablo Neruda, Vicente Huidobro et Gabriela Mistral). C'est un poète avant-gardiste et de grande influence dans son domaine, dans son pays. Il est par ailleurs reconnu comme étant un militant du Parti communiste chilien.

## Biographie

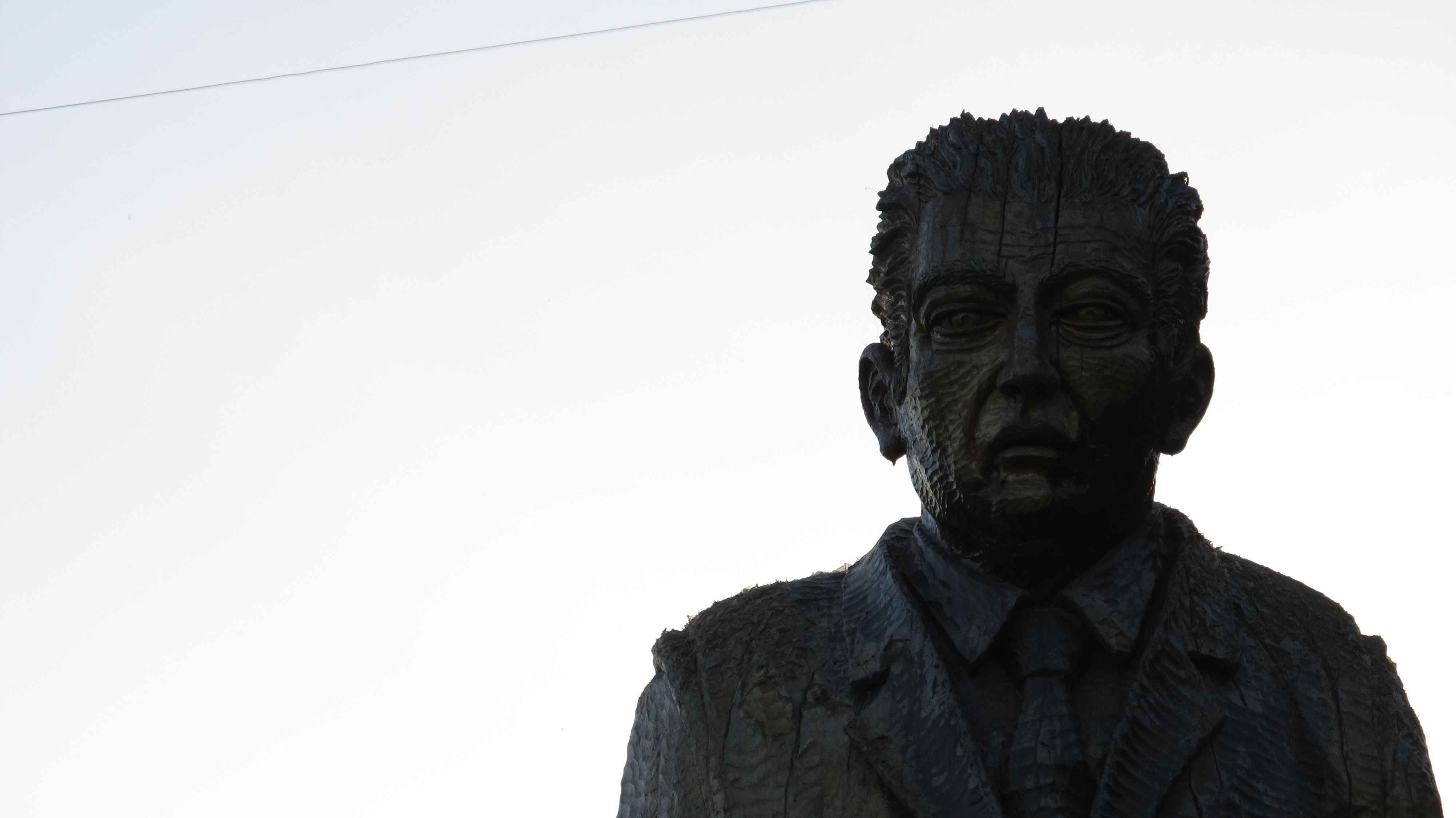
Statue de Pablo Rokha dans sa ville natale.

C'est lorsqu'il lit un recueil de poésie du nom de Lo que me dijo el silencio (Ce que m'a dit le silence), signée de la main de Luisa Anabalón Sanderson (es) sous le pseudonyme de Juana Inès de la Cruz, qu'il se lance dans cette discipline. Il épouse par ailleurs cette dernière en 1916, date à laquelle sa carrière démarre. Il devient un des soutiens du parti communiste chilien, ainsi que du Front populaire. Ce qui ne l'empêche pas de s'opposer avec vigueur à Pablo Neruda.

## Œuvre

### Poésie
- Versos de infancia, 1913-1916
- El folletín del diablo, 1916-1922
- Sátira, 1918
- Los gemidos, 1922
- Cosmogonía, 1922-1927[N 1]
- U, 1927
- Heroísmo sin alegría, 1927
- Satanás, 1927
- Suramérica, 1927
- Ecuación, 1929
- Escritura de Raimundo Contreras, 1929
- El canto de hoy, 1930-1932
- Jesucristo, 1930-1933
- Canto de trinchera, 1933
- Los trece, 1934-1935
- Oda a la memoria de Gorki, 1936
- Imprecación a la bestia fascista, 1937
- Moisés, 1937
- Gran temperatura, 1937
- Cinco cantos rojos, 1938
- Morfología del espanto, 1942
- Canto al Ejército Rojo, 1944
- Los poemas continentales, 1944-1945
- Interpretación dialéctica de América y los cinco estilos del Pacífico, 1947
- Carta Magna del continente, 1949
- Arenga sobre el arte, 1949
- Fusiles de sangre, 1950
- Funeral por los héroes y los mártires de Corea, 1950
- Fuego negro, 1951-1953
- Arte grande o ejercicio del realismo, 1953
- Antología, 1916-1953
- Neruda y yo, 1955
- Idioma del mundo, 1958
- Genio del pueblo, 1960
- Oda a Cuba, 1963
- Acero de invierno, 1961
- Canto de fuego a China Popular, 1963
- China Roja, 1964
- Estilo de masas, 1965
- Epopeya de las comidas y bebidas de Chile (1949) / Canto del macho anciano, 1965
- Tercetos Dantescos a Casiano Basualto, 1965
- Mundo a mundo: Francia, 1966
- El amigo Piedra, autobiografía, 1990 (posthume)

### Essais
- Heroísmo sin alegría, 1926
- Interpretación dialéctica de América: los cinco estilos del Pacífico – Chile, Perú, Bolivia, Ecuador y Colombia, 1948
- Arenga sobre el arte, 1949
- Neruda y yo, 1956
- Mundo a mundo: Francia (originalmente Mundo a mundo, París, Moscú, Pekín), 1966[3]